# Dinastie
Dinastie (greacă dynástes - domnitor, monarh), termenul se referă la moștenirea tronului sau supremației, puterii de stat de către membrii unei familii. Acest termen care inițial se referea numai la succesiunea monarhilor dintr-o familie, s-a extins și în alte domenii de sfere de influență din cadrul economiei industriei, diplomației. 

## Dinastii
- Casa de Bourbon
- Casa de Habsburg
- Casa de Hanovra
- Casa de Lancaster și York
- Casa de Luxemburg
- Casa de Burgundia
- Casa de Orania
- Casa de Plantagenet
- Casa de Saxa-Coburg și Gotha
- Casa de Hohenzollern

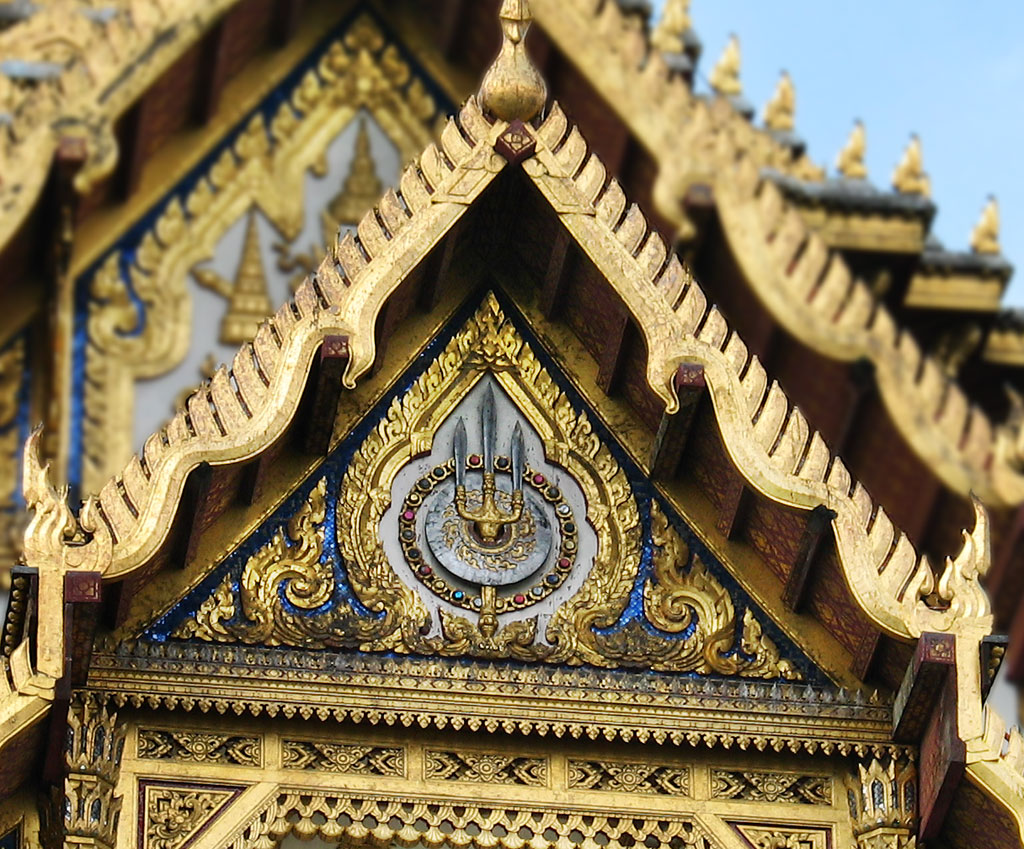
Simbolul dinastiei Chakri în Bangkok

- Casa regală de România (Hohenzollern)
- Dinastia Carolingiană
- Dinastia Asăneștilor